# Avella (Pennsylvania)
Avella ist eine unselbständige Siedlung und Sitz der Verwaltung des Independence Township, Washington County im Südwesten des US-Bundesstaates Pennsylvania nahe der Grenze zu West Virginia. 
1904 wurde die Pittsburgh and West Virginia Railway durch Avella eröffnet und damit begann der Abbau von Steinkohle im großen Stil. Die Bergwerke wurden um 1930 unrentabel und geschlossen. Der Personenverkehr wurde 1931 eingestellt, die Wheeling and Lake Erie Railway betreibt heute die Strecke für den Güterverkehr. Der Bahnhof von Avella wurde 2006 restauriert und gilt als architektonisches Denkmal.
Avella ist der Sitz des gleichnamigen School districts und zieht Schüler aus den zugehörigen angrenzenden Townships Jefferson und Cross Creek an.
Im Nordwesten des Ortes liegt die Meadowcroft Rock Shelter, ein archäologischer Fundort mit den ältesten menschlichen Siedlungsspuren Nordamerikas. Sie ist Teil des Museum of Rural Life und kann besichtigt werden.
Koordinaten: 40° 17′ N, 80° 28′ W